# دیوید تام
دیوید تام (به انگلیسی: David Tom) (زاده ۲۳ مارس ۱۹۷۸ ) بازیگر آمریکایی است.
از فیلم‌های معروف او می‌توان به بازی در فیلم پلیزنتویل اشاره کرد.